# محمد رضا ماماني
محمد رضا ماماني (بالفارسية: محمدرضا مامانی) هو لاعب كرة قدم إيراني في مركز الوسط، ولد في 9 يونيو 1982 في طهران في إيران. لعب مع نادي باس همدان ونادي برسبوليس ونادي راه آهن.